# 420 (vela)

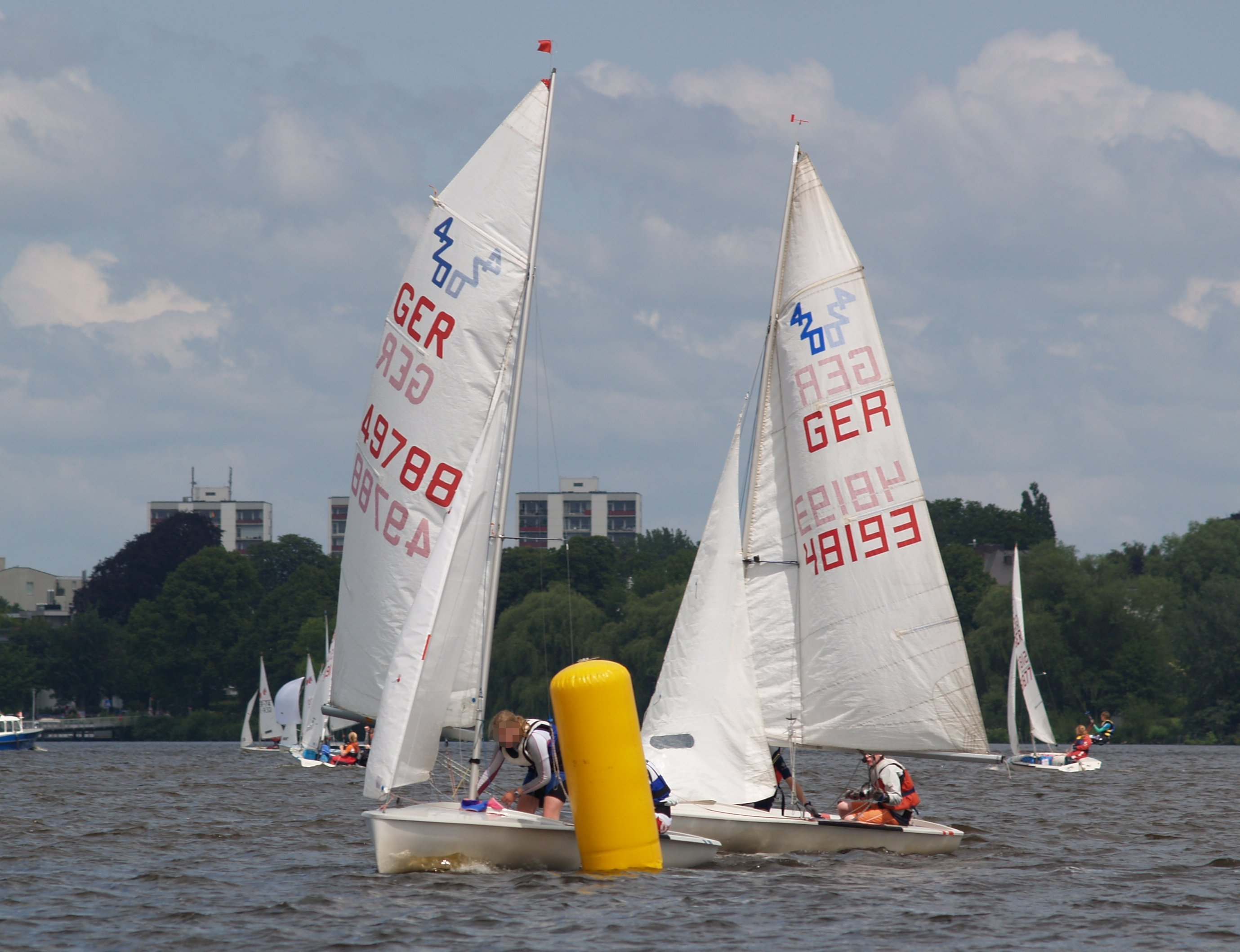

420 é uma classe internacional de embarcação à vela desenhada por Christian Mayry em 1960. Deve o seu nome à sua medida (comprimento) — 4,20 m.
Embora não seja um barco de iniciação, seu manejo não requer um nível avançado de conhecimentos, tornando-o uma boa embarcação de desenvolvimento e um passo para navegar na classe 470. 
O 420 tem trapézio e balão.